# Сражение при Седар-Крик
Сражение при Седар-Крик (англ. Battle of Cedar Creek/Battle of Belle Grove) произошло 19 октября 1864 и было решающим сражением кампании в долине Шенандоа во время американской гражданской войны. Генерал Джубал Эрли организовал неожиданную атаку на лагерь федеральной армии Шеридана у Седар-Крик к северо-востоку от Страстберга в Вирджинии. Ему удалось опрокинуть и обратить в бегство семь федеральных дивизий, захватив орудия и много пленных. Однако Эрли не смог развить успех, а на поле боя из Винчестера прибыл Шеридан, который навел порядок в отступающих частях и сформировал новую линию обороны. Последовавшая вслед за тем контратака федералов опрокинула армию Эрли.
Этим сражением закончилось последнее вторжение южан на север. Оно стало последним в карьере Джубала Эрли. Громкая победа повлияла на победу Линкольна на президентских выборах 1864 года и прославила Шеридана.

## Предыстория
Летом 1864 года Северовирджинская армия была вынуждена отступить в траншеи под Петерсбергом. этой ситуации генерал Ли поручил Джубалу Эрли II-й корпус для наступления на север по долине Шенандоа в расчете отвлечь армию Гранта. Эрли успешно пошел всю долину и вступил в Мэриленд. Ему удалось дойти до Вашингтона и провести несколько атак против форта Стивенс, но затем вынужден был отступить. Генерал Грант поручил Филу Шеридану возглавить федеральные силы в Западной Вирджинии, которые получили название «Армия Шенандоа». Шеридан начал наступление, весьма неторопливое, поскольку приближались президентские выборы и неудача могла отразиться на них. 19 сентября Шеридан сумел разбить Эрли в третьем сражении при Винчестере. Шерман отправился на юг по долине, применяя тактику выжженой земли, чтобы лишить противника баз снабжения. Между тем к Эрли вернулась дивизия Кершоу и кавдивизия Россера. В это время федеральная армия встала лагерем а Кедровой Реке у города Миддлтаун.
Шеридан решил, что армия Эрли истощена непрерывными боями и более не способна атаковать, поэтому приказал VI-му корпусу Райта вернуться к Петерсбергу. Однако, 13 октября отряды Эрли подошли к Белл-Гроув, развернулись в боевые порядки и начали обстреливать федеральный лагерь. Полковник Тоберн послал свою дивизию в бой, и завязалось сражение с дивизией Кершоу, в ходе которого северяне потеряли 209 человек, а южане — 182. Шеридан отозвал назад корпус Райта, который уже достиг ущелья Эшби-Гэп. Сам Шеридан 16 октября отправился в Вашингтон на переговоры с военным секретарем Стентоном. Кавалерийский корпус сопровождал его до Фронт-Рояля. Однако поступила информация, что корпус Лонгстрита идет на соединение с Эрли, и Шеридан вернулся в лагерь. Сообщение про корпус было дезинформацией Эрли, который надеялся, что это заставит федералов отступить вниз по долине, но этот расчет не сработал.
12 октября 1864 года Ли писал генералу Эрли: «Лучше всего вам настуать и попытаться разбить его.. я не думаю, что пехота и кавалерия Шеридана так многочисленна, как вы предполагаете». Эрли изучил позиции противника на Кедровом Ручье и счел их удобными для атаки. Северяне ожидали атаки с запада и полагались на естественные препятствия в виде реки. Шеридан думал что его подчиненные организуют грамотную пикетную цепь, однако люди генерала Крука были не приучены к этому и оставили фланг открытым.

## Силы сторон
Под командованием Шеридана находилась Армия Шенандоа численностью 31 610 боеспособных солдат при 90 стволах артиллерии. Они были сведены в несколько корпусов:
- VI корпус генерала Горацио Райта: дивизии Фрэнка Уитона, Джорджа Гетти и Уоррена Кейфера. (Когда Райт временно командовал всей армией в отсутствие Шеридана, его корпусом командовал Джеймс Гетти)
- Части XIX корпуса под ком. Уильяма Эмори: дивизии Джеймса Макмиллана и Кувьера Гровера.
- Армия Западной Вирджинии (иногда её называют VIII корпусом) под командованием Джорджа Крука: дивизии Джозефа Тоберна, Ратерфорда Хайеса и Ховарда Китчинга.
- Кавалерийский корпус генерала Альфреда Торберта: дивизии Уэсли Меррита, Уильяма Поуэлла и Джорджа Кастера.

Армия Долины генерала Эрли насчитывала 21 102 боеспособных солдат и 40 стволов артиллерии:
- Дивизия Стивена Рамсера: бригады Каллена Баттла, Брайана Граймса, Филипа Кука и Уильяма Кокса.
- Дивизия Джозефа Кершоу: бригады Джеймса Коннера, Бенжамена Хамфрейса, Генри Сандерса и Джейма Симса.
- Дивизия Джона Пеграма: бригады Джона Хоффмана, Роберта Джонстона и Уильяма Дэвиса.
- Дивизия Джона Гордона: бригады Эдмунда Аткинсона, Уильяма Пека и «бригада каменной стены» Уильяма Терри.
- Дивизия Габриеля Уартона: бригады Логана, Эдмунда Рида и Томаса Смита.
- Кавдивизия Лансфорда Ломакса: бригады Джорджа Смита, Бредли Джонсона, Джона Маккаусланда и Генри Дэвидсона.
- Кавдивизия Томаса Россера: бригады Уильямса Уикхама, Уильяма Пейна и Оливера Фанстона.

Вместе с тем существуют различные оценки численности армии Эрли. Профессор Джонатан Ноялас приводит цифру 14 091 человек; генерал Джон Гордон говорит о 13 288 человек, однако пишет, что сам Эрли считал эту цифру завышенной.

## Сражение

### Атака южан

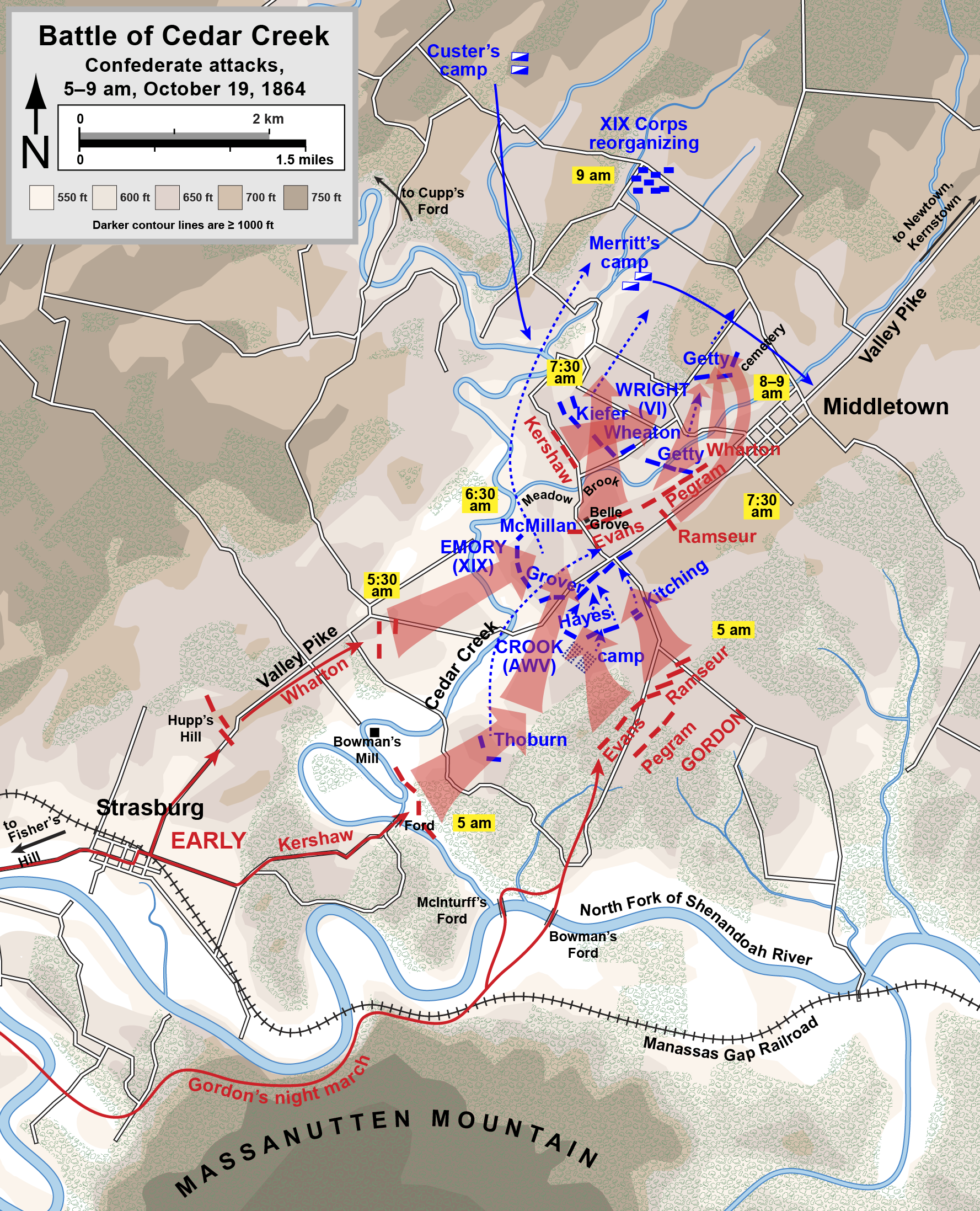
Атака южан

Вечером 18 октября Эрли начал строить свои войска в три колонны. Колонне Гордона (дивизии Рамсера, Пеграма и Эванса) предстояло проделать самый долгий путь, поэтому она выступила раньше всех, сразу после заката, примерно в 20:00. Они осторожно прошли узкое дефиле между рекой Шенандоа и отрогом горы Массанутен. Колонны Уартона и Кершоу выступили примерно в час ночи 19 октября и в 03:30 все три колонны были на позициях для атаки. Кавалерия Россера приготовилась наступать по западной стороне долины. Кавбригада Пейна (300 чел.) была придана колонне Гордона с тем, чтобы выйти к Белл-Гроув и захватить Шеридана в его штабе. Южане не знали, что Шеридана нет в штабе в это утро.
Атака оказалась для северян полной неожиданностью — они все были застигнуты в лагере и не готовы к бою. Южанам также в то утро помог густой туман. В 05:00 дивизия Кершоу атаковала траншеи дивизии Торберна, а через несколько минут колонна Гордона атаковала дивизию Хайеса. Дивизия Крука разу обратилась в паническое бегство. Федеральная бригада Томаса Уайлдса оказалась самой боеготовой и почти полчаса отступала с боем. Капитан Генри Дюпон успел спасти 9 из своих 16-ти орудий.
Джон Гордон писал о северянах: «Они были застигнуты во сне и просыпались от залпов мушкетов повсюду вокруг них, в ужасе от пуль Минье, пробивающих их палатки, и от криков торжествующего противника, доносящихся отовсюду. Они вскакивали с постели, и обнаруживали конфедеративный штык у своей груди. Многие попали в плен. Сотни были застрелены при попытке бегства. Полных два корпуса, Восьмой и Девятнадцатый, практически две трети армии Шеридана, были разбиты и обращены в бегство, усеяв поле боя оружием, амуницией, ранцами и телами своих товарищей».
В лагере XIX корпуса генерал Эмори услышал стрельбу, увидел бегущих людей Крука и начал собирать силы для отражения атаки. Для этого он забрал отряд, прикрывающий мост чрез Кедровый Ручей, и в результате в 05:40 колонна Уартона беспрепятственно перешла ручей. Бригаде Уайлдса Эмори приказал остановить это наступление — она развернулась и атаковала южан, чтобы выиграть время. Генерал Райт лично участвовал в этой атаке и получил ранение. Аналогичную оборонительную операцию провела бригада Стивена Томаса, которая задержала наступление противника почти на 30 минут. Эта задержка позволила штабу и обозам уйти, а VI корпус получил время на подготовку к обороне на удобных высотах северо-западнее плантации Белл-Гроув.
Три дивизии VI корпуса успели построиться в боевую линию, но толпы бегущих не дали им удержать позицию, так что они отступили немного севернее. Части дивизии Макмиллана и кавалерия Меррита удлинили их линию с запада. В 07:15 дивизия Кершоу атаковала северян и оттеснила назад, а люди Гордона атаковали дивизию Уитона и так же заставили её отойти. Две федеральные дивизии в результате заняли позицию севернее Мидлтауна, где к ним присоединилась дивизия Гетти, выбитая с позиций на городском кладбище. Эта дивизия заняла кладбище ещё в 08:00 и удерживала удобную позицию почти час, и Эрли даже предположил что имеет дело со всем VI корпусом. Он велел всей артиллерии сконцентрировать огонь на кладбище и в итоге вынудил Гетти оставить позицию. Гетти присоединился к своему корпусу, которым после ранения Райта командовал Рикеттс, а после ранения Рикеттса командование перешло самому Гетти.

### Прибытие Шеридана
В начале сражения Шеридан находился в Винчестере. В 06:00 пикеты сообщили, что слышат вдалеке канонаду. Шеридан не придал значения этому сообщению. Позже поступили новые сообщения, но Шеридан снова не воспринял их всерьез, однако приказал седлать коня, а сам принялся за завтрак. В 09:00 он отбыл к армии с тремя штабными офицерами, встретив по дороге отряд кавалерии в 300 человек, который последовал за ним. В пути он заметил, что звуки боя приближаются и, стало быть, его армия отступает. Прибыв в Ньютон, Шеридан приказал капитану Уильяму Маккинли сформировать линию для перехвата беглецов. В 10:30 Шеридан прибыл на поле боя и начал наводить порядок в своих расстроенных частях и формировать боевую линию севернее Миддлтауна. Его появление воодушевило солдат и он крикнул: «Назад, парни! Устройте им ад, черт возьми! Ночью мы ещё выпьем кофе у Кедровой реки!» Гордон писал: «Это был классический случай veni, vidi, vici. Он остановил и построил свою охваченную паникой армию. Пока мы ждали, он реорганизовал свои полки, бригады и дивизии, и повернул их назад, к тем позициям, с которых они недавно бежали в панке».

### «Роковая остановка»
Между тем генерал Эрли неожиданно решил остановить наступление. Он сказал Джону Гордону: «Что ж, Гордон, достаточно славы для одного дня. Сегодня 19-е. Месяц назад мы двигались в противоположном направлении». Гордон ответил, что стоит нанести ещё один удар и тогда, возможно, вся армия противника будет уничтожена, однако Эрли сказал: «Незачем, они сами уйдут» (No use in that; they will all go directly).
Это произошло около 10:00. Две армии остановились примерно в миле друг от друга, перпендикулярно дороге Вэллей-Пайк. В 13:00 Эрли все же отдал приказ атаковать противника с оговоркой, что атаковать стоит только если его укрепления не очень сильны. Дивизия Гордона начала наступление на позиции XIX корпуса. Дивизии Кершоу и Рамсера предназначались для развития атаки. Однако, южане дали только один залп по противнику, после чего отошли.

### Контратака Шеридана
Обещание Шеридана выпить кофе за Кедровым ручьем подразумевало, что собирается контратаковать. Он сформировал боевую линию из частей корпусов Райта и Эмори, а на флангах поставил кавалерию. Армия Крука осталась в резерве. В 16:00 атака началась. Кавалерия напала на фланги южан, а основная линия атаковала во фронт, рассчитывая плавно разворачиваться а юго-восток. Около часа южане удерживали позиции. Первым дрогнул левый фланг и кавалерия Джорджа Кастера прорвалась в тыл. Многие южане запаниковали, когда увидели, что их путь отступления перекрыт федеральной кавалерией. После этого удачного прорыва Шеридан сосредоточил свои силы на участке дивизии Рамсера. Генерал Рамсер получил смертельное ранение и его дивизия начала отступать. Конфедеративная артиллерия сумела помочь отступающим, но все же контроль над армией был утерян.
Брайан Граймс, принявший командование дивизией Рамсера, впоследствии писал в рапорте: «Порядок на этот момент ещё сохранялся. Был отдан приказ к отступлению и он был выполнен, но левый фланг дрогнул и никакие угрозы и усилия не могли их остановить. Офицеры высших рангов прилагали великие и неоднократные усилия, чтобы сдержать бегущих, но все эти усилия были тщетны».
Ситуация осложнилась, когда рухнул мост южнее Страстберга. Южанам пришлось бросить все захваченные утром орудия и повозки, равно как и свои собственные. Шеридан преследовал противника до полуночи. Южане отступили к Фишерс-Хилл и оттуда в Нью-Маркет.

## Последствия
Федеральная армия потеряла всего 5 665 человек: 644 убитыми, 3 430 ранеными и 1591 пропавшими без вести. Приблизительные потери южан составили 2 910 человек: 320 убитыми, 1540 ранеными и 1 050 пропавшими без вести. Был смертельно ранен генерал Стивен Рамсер, который умер в госпитале в Белл-Гроув в окружении своих бывших друзей — офицеров федеральной армии. В свою очередь армия Шеридана потеряла убитыми генералов Даниеля Бидуалла и Чарльза Ловелла.
Сражение привело в сокрушительному разгрому армии Конфедерации. Южане более не могли угрожать Северу из долины Шенандоа и не могли успешно защищать собственную экономическую базу в долине. Эрли в итоге продолжал испытывать трудности со снабжением своей армии. Победа существенно помогла Линкольну на президентских выборах и прославила Шеридана. Грант приказал дать в его честь салют из ста орудий под Петерсбергом и присвоил Шеридану звание генерал-майора регулярной армии.

## В литературе
Сражение на Кедровом Ручье привлекало внимание поэтов в основном в связи с Шериданом. Герман Меллвил написал стихотворение «Генерал Шеридан в сражении у Седар-Крика»:

Филип Шеридан — наездник

Почище иных королей.

Раз — и победа наша.

И — кровавая каша.

Выпил полную чашу

Враг среди тополей..

## Интересные факты
В сражении приняли участие два будущих президента США. Ратерфорд Хейс служил полковником и командовал 2-й дивизией VIII корпуса, а Уильям Мак-Кинли служил в том же корпусе на штабных должностях в звании капитана.